# Heitor Silveira Campos
Heitor Silveira Campos (? — ?) foi um político brasileiro.
Foi eleito deputado estadual para a 39ª Legislatura da Assembleia Legislativa do Rio Grande do Sul, pelo PTB e para a 41ª Legislatura, pelo MTR.